# Campagne galliche di Giuliano
Con il nome di Campagne galliche di Giuliano si intende la serie di eventi bellici che videro la sconfitta e la cacciata dalla Gallia degli Alemanni, una popolazione germanica che aveva invaso più volte l'impero, e che vide le grandi capacità militari del giovane Giuliano. Le campagne videro anche la battaglia di Strasburgo, che fu decisiva nel corso della guerra. Le campagne iniziarono nel 355, quando l'imperatore Costanzo II, reduce da una sanguinosa guerra civile col rivale Magnenzio, si ritrovò ad affrontare un'invasione barbarica da parte di Alemanni, Franchi e Attuaci, che approfittarono dello stato confusionario dell'impero. Inizialmente l'incarico di bloccare gli invasori fu affidato al generale Severo, ma quest'ultimo si ribellò costringendo Costanzo a mandare in Gallia il giovane cugino Giuliano, forse nella speranza che fallisse: in questo modo si sarebbe sbarazzato di uno scomodo pretendente al trono.
Contro tutte le aspettative, però, Giuliano riuscì a trionfare, e sotto di lui la Gallia ritornò a un nuovo stadio di prosperità, grazie anche alle accorte riforme finanziarie ed amministrative del giovane Giuliano, che donò alla Gallia sei anni di pace, che, dopo la sua morte si interruppero nel 366, dopo una nuova cruenta invasione, che fu respinta con difficoltà da Valentiniano I.

## Fonti
La più accurata fonte su quegli anni è sicuramente la Res Gestae di Ammiano Marcellino, che visse proprio in quegli anni e che militò sotto Giuliano come soldato. Questo fa sì che le campagne siano ben descritte in ambito militare, ma nonostante tutto, l'attendibilità della fonte è minata dalla forte ammirazione che Ammiano provava per Giuliano, tale che potrebbe averne esagerato le gesta (soprattutto nel numero dei nemici, che in alcune fasi sembrano superare i 40 000 uomini). Inoltre molte frasi e discorsi attribuiti a Giuliano sembrano essere più che altro degli elogi diretti al giovane condottiero. Nonostante ciò, la fonte è attendibile, e ciò ci consente di ricostruire abbastanza bene gli eventi.
Altre fonti sono rappresentate dallo storico Zosimo che scrisse la Storia Nova, e dal retore Libanio, che in occasione dell'orazione funebre del condottiero precisò alcuni particolari. Però queste fonti poco aggiungono ad Ammiano, e le campagne galliche sono trattate per sommi capi, e non vengono mai accennati fatti diversi da quelli narrati da Ammiano, che resta dunque l'unica fonte autorevole sulle campagne.

## Antefatto

### Guerra civile di Magnenzio
Nel 350, l'impero romano era in pratica diviso in due: l'Oriente era andato a Costanzo I, mentre l'Occidente a Costante, il fratello minore. In quell'anno, il comandante militare Magnenzio si ribellò a Costante e lo uccise, assumendo il potere nell'Occidente. Costanzo, furioso, si precipitò subito in Occidente, con un esercito di 60 000 uomini, prono a sbaragliare le forze di Magnenzio, molto inferiori numericamente. Per mettere in difficoltà Magnenzio, Costanzo incoraggiò, secondo Ammiano, gli Alemanni ad invadere la Gallia, per tagliare le vie di rifornimento a Magnenzio. Nel 351, a Mursa Maggiore, i due eserciti si scontrarono, e nonostante la perdita di 30 000 uomini, Costanzo costrinse Magnenzio alla ritirata, e così Costanzo poté riconquistare l'Italia. Magnenzio si ritirò in Gallia, ma gli Alemanni invasero la Gallia, radendo al suolo Colonia Agrippina (l'odierna Colonia, Magonza e distruggendo vari forti romani, arrivando fino a Parigi e a Saverne. Magnenzio si trovò dunque intrappolato, e, sconfitto dagli Alemanni, si ritirò nella Francia Meridionale, dove venne definitivamente sconfitto a Mons Selucus, nel 353. Con la morte di Magnenzio finiva una lunga e sfibrante guerra civile, e Costanzo si ritrovò con una Gallia smembrata e senza esercito. Gli Alemanni continuarono quindi le incursioni, e Costanzo affidò le truppe in Gallia a Flavio Severo, con l'incarico di respingere i Galli. La rivolta di Severo nel 354, convinse Costanzo che in Gallia bisognava inviare un membro della dinastia costantiniana e, perciò, decise di mandare il giovane cugino Giuliano.

### Invasione di Cnomdario
Intanto, in Gallia, le orde degli Alemanni invadevano la valle del Rodano, minacciando di arrivare in Italia. Costanzo si risolse dunque a mandare Giuliano e ad affidargli i due comandanti militari Marcello e Severo. Nonostante la situazione di emergenza, a Giuliano non fu affidato né il comando dell'esercito né il comando delle operazioni, che fu invece affidato a Marcello. Lo storico Ammiano Marcellino lascia intendere che ciò sia dovuto alla diffidenza che Costanzo aveva per il giovane cugino, che poteva essere un possibile pretendente al trono. Tuttavia bisogna ricordare che Giuliano fino a quel momento non aveva alcuna esperienza militare ed era conosciuto come un intellettuale più che come un uomo d'azione. L'insieme di questi fattori consigliò Costanzo di rivolgersi a un generale di provata esperienza e lealtà. Ciò si rivelò però un evidente sbaglio, visto che gli Alemanni decisero di invadere la Gallia in massa. I barbari si affidarono al terribile capo Cnodomario. Gli Alemanni, che secondo Ammiano erano 40 000, sconfissero un esercito di Romani prima che Giuliano arrivasse in Gallia.

## Campagna militare

### Prima fase: invasione degli Alemanni (355 - 357)
Le operazioni militari di Giuliano contro i barbari in Gallia possono dividersi in due periodi. Inizialmente le forze romane sono gravemente indebolite nel numero e minate nel morale a causa delle perdite umane e delle sconfitte subite nel corso delle guerre civili, dai trasferimenti di truppe verso altri fronti, dall'aggressività dei barbari, dalle insurrezioni militari. La stagione militare degli anni 356 e 357 fu particolarmente intensa. Questa fase vede anche la Battaglia di Reims, che vede la sconfitta dei romani nel 356. Pur essendo ancora sulla difensiva dal punto di vista strategico, i Romani col progressivo aumento delle loro forze riescono a respingere gli attacchi degli Alemanni e infine a ristabilire la frontiera renana. La prima fase del conflitto si conclude con la grande vittoria sugli Alamanni del 357 nella Battaglia di Strasburgo, che segna lo spartiacque tra la prima e la seconda fase delle campagne galliche di Giuliano. Questa prima fase mostrò la ferma volontà del giovane condottiero di strappare l'iniziativa al nemico, di ingaggiare battaglia ogni volta che se ne presentasse l'occasione - dando prova tra l'altro di notevole coraggio personale - e la predilezione per le manovre strategiche a vasto raggio come nella fallita azione di Barbazione sul fianco sinistro degli Alamanni nella battaglia di Strasburgo.
355In quest'anno, Giuliano arrivò in Gallia, e si stabilì a Reims, dove avrebbe concentrato le forze. La sua prima mossa fu di attaccare e sconfiggere un gruppo di Alemanni nei pressi di Vienne, dove si stabilì per l'inverno. Ammiano non riporta particolari operazioni militari.
356Passato l'inverno del 355/356 a Viennes (l'odierna Vienne), Giuliano seppe che Augustodunum (Autun) era sotto assedio da parte di un consistente gruppo di barbari. Giuliano, presi 8 000 uomini corse il rischio di attraversare una strada che passava per le foresta, e prese di sorpresa i barbari. Questo fu il primo consistente successo della campagna. Dopo ciò, Giuliano radunò l'esercito a Reims, e da lì cominciò una nuova campagna militare contro i Franchi, che, alleati degli Alemanni, avevano preso Colonia e il Belgio. Dopo aver sconfitto gli Alemanni in battaglia lungo il Basso Reno, riprese Colonia e stipulò una pace con i franchi, dividendo in due gli invasori in modo da dedicare tutti gli sforzi contro gli Alemanni. Per l'inverno, Giuliano si fermò a Saverne, ma gli Alemanni lo assalirono lungo il tragitto a Reims, dove fu sconfitto. Giuliano, quindi si ritirò a Saverne con pochi uomini, e li resistette per alcuni mesi. Marcello, che aveva 5000 uomini a sua disposizione non lo aiutò, e Giuliano fu quindi isolato a Saverne. Giuliano riuscì a sconfiggere gli Alemanni, mentre Marcello, accusato di tradimento venne sostituito con Severo, che portò soccorso al cesare alla fine dell'anno.

Disposizione iniziale delle truppe nella battaglia di Strasburgo. In blu gli Alemanni, in rosso i Romani.

357Nell'inverno 356/357, Costanzo decise di pianificare una campagna ben precisa: Giuliano, muovendosi da Reims con 15 000 uomini avrebbe spinto gli Alemanni contro le truppe del magister equitum Barbazione, che con 25 000 uomini li avrebbe costretti a ritirarsi attraverso il Reno. Giuliano, come previsto, partì da Reims, ma gli Alemanni si riversarono nella valle del Rodano, minacciando Lione, che si salvò solo grazie alle sue possenti mura. In questo modo, però, i barbari si ritrovarono intrappolati nella valle del Rodano, e si divisero in piccoli gruppi, cercando di superare le linee romane e di arrivare al Reno. Nel settore di Giuliano, i barbari vennero respinti o uccisi, mentre in quello di Barbazione alcune bande riuscirono ad attraversare il Reno. Giuliano però le inseguì oltre il Reno, bruciandone i villaggi, per poi tornare a dirigere le operazioni in Gallia. Giuliano, conclusa una pace, si dedicò a ricostruire la fortezza di Saverne, ma durante i lavori, le truppe di Barbazione vennero attaccate e sconfitte, e Barbazione, che aveva Giuliano in antipatia si ritirò in Italia lasciando Giuliano solo con 13 000 uomini. Gli Alemanni ne approfittarono e invasero la Gallia in 30 000 uomini (secondo Ammiano) o 60 000 (secondo Libanio), sotto la guida del capo Cnodomario, che sfidò Giuliano a uscire dagli accampamenti e di affrontarlo. Nonostante le molte incognite, Giuliano decise di affrontare Cnodomario in battaglia. I due eserciti si scontrarono a Strasburgo: nonostante la superiorità numerica degli invasori, e la fuga della cavalleria, Giuliano riuscì a prevalere, e nel combattimento massacrò 8 000 nemici, mentre altri 6 000 morirono affogati nel Reno. Cnodomario venne catturato, mentre i re Alemanni furono uccisi o fatti prigionieri. Questa grande vittoria costò a Giuliano solamente 360 uomini, secondo Ammiano. In seguito alla vittoria, Giuliano riconquistò l'Alsazia ed espulse gli Alemanni al di là del Reno. La vittoria fu importantissima per Giuliano, che fino ad allora aveva agito sulla difensiva, e che ora poteva agire più liberamente. Dopo la vittoria inoltre, Costanzo decise di far giustiziare Barbazone e di dare a Giuliano il titolo di generale.

### Seconda fase: offensiva romana
In seguito alla grande vittoria di Strasburgo sugli Alamanni l'esercito imperiale aveva sostanzialmente tolto l'iniziativa strategica ai barbari. La seconda fase della campagna si svolse tra il 357 e il 360 e vide la controffensive romana. L'obbiettivo strategico perseguito da Giuliano e dai suoi generali era evidentemente quello di ripristinare il potere deterrente delle armi romane ovvero mostrare ai barbari che l'esercito romano era in grado di portare la guerra al di là del Reno, nello stesso "barbaricum". Da quel momento qualunque minaccia esterna sarebbe stata stroncata sul nascere, direttamente sul confine, e le tribù barbariche avrebbero visto i propri villaggi messi a ferro e fuoco dalle legioni. Le operazioni strategiche a vasto raggio compiute in questi anni dimostrano le grandi capacità logistiche dell'esercito romano unite alla capacità di marciare rapidamente e colpire di sorpresa. In questa fase, inoltre vediamo le nuove riforme amministrative ed economiche da parte di Giuliano, che, libero dai vincoli imperiali poté condurre la campagna come riteneva giusto. Le vittorie di Giuliano furono tali che venne proclamato augusto più volte.
358Dopo aver sconfitto gli Alemanni, Giuliano dette il via a una nuova serie di campagne militari, il cui obiettivo era incutere timore alle tribù dei Franchi e degli Alemanni. Dopo aver ricostruito un forte oltre il Reno, Giuliano condusse la campagna militare contro i Franchi, sconfiggendo i Camavi sulla Mosella, ricostruendo tre importanti forti e percorrendo la Foce del Reno con la flotta, attaccando i villaggi dei Franchi Salii, che furono costretti dopo una umiliante sconfitta a diventare tributari di Giuliano. Anche i re Alemanni furono sconfitti presso Magonza e una parte della Germania venne devastata dalle truppe romane. Gli Alemanni tentarono di reagire venendo però sconfitti. Per l'inverno, Giuliano fece nuove riforme amministrative.
359La campagna militare venne ripresa, con la ricostruzione di sette forti militari e la riconquista di due città, Bonn e Bingen. I popoli Franchi tentarono una rivolta, ma vennero sconfitti, e Giuliano continuò la campagna con la ricostruzione del limes renano e la sconfitta degli Attuaci, che si erano alleati ai pirati Sassoni. Contro questi ultimi fu iniziata una nuova campagna militare, che finì con una grande vittoria. Gli Alemanni vennero nuovamente respinti dalla Gallia, e la regione del Welstrap venne riconquistata. Le continue vittorie di Giuliano costrinsero gli incursori a rinunciare alle scorrerie, e a riconsegnare il bottino e i prigionieri, che ripopolarono la Gallia, che si stava anche riprendendo economicamente. Giuliano stabilì nuovi trattati, e condusse i suoi uomini a Magonza, dove si stabilì per l'inverno.

Gallia del nord est e frontiera del Reno ai tempi di Giuliano

360Nel 360, l'ultimo anno di campagna renana da parte di Giuliano, il giovane condottiero fu proclamato augusto dai soldati, e per evitare un ammutinamento, Giuliano accettò la carica, mandando nel contempo una lettera al cugino imperatore Costanzo, spiegando le ragioni che lo avevano spinto ad assumere la carica e chiedendo la ratifica della dichiarazione. Costanzo rifiutò, e ordinò a Giuliano di abbandonare il titolo, ma lui si rifiutò di farlo , e per aumentare la propria fama attaccò le tribù germaniche, sconfiggendole. Giuliano fece costruire nuovi cinque forti, e per avere nuove truppe, batté le tribù renane e le costrinse a fornirgli truppe fresche. Costanzo la intese come una dichiarazione di guerra, e radunato un possente esercito, marciò verso Giuliano, che intanto occupò Roma. L'improvvisa morte di Costanzo evitò una nuova guerra civile, e Giuliano, divenuto imperatore terminò le campagne, invadendo gli Agri Decumates e sconfiggendo Catti e Svevi in una grande battaglia campale. Nell'inverno Giuliano condusse l'ultima campagna, infliggendo una sconfitta definitiva agli Alemanni. Nonostante ciò, la guerra continuò ancora per poco. Nell'inverno, mentre Giuliano era assente, gli Alemanni tentarono un attacco, ma Severo li sconfisse a Magonza. Anche la situazione militare ritornò florida, e in Gallia le zecche ripresero a funzionare, mentre i commerci rinverdivano: la crisi gallica era finita.
361Le ultime battaglie vennero combattute contro un'invasione di Sassoni e Franchi in Belgio, dove Severo, uno degli ufficiali di Giuliano, colse una vittoria decisiva. Giuliano intervenne nuovamente ed inflisse alcune sconfitte agli invasori. Poi condusse l'ultima campagna militare al di là del Reno, aiutando i Camavi contro alcune tribù di Vandali che furono sterminate in una grande battaglia. Dopo aver ricostruito alcuni forti, Giuliano tornò in Italia.

## Conseguenze
Le campagne galliche di Giuliano riuscirono a risolvere molti problemi: le invasioni cicliche dei barbari, la crisi economica, e comportarono la ripresa di molti territori persi durante la guerra civile di Magnenzio. Purtroppo la pace durò poco: infatti Giuliano portò con sé molti soldati del fronte renano contro la Persia, nella campagna sasanide del 363, che si concluse con un completo disastro e la morte di Giuliano stesso. Ciò generò una nuova serie di invasioni a partire dal 366, vanificando i grandi sforzi di Giuliano per restaurare la pace.

### Fonti primarie
Ammiano Marcellino, Res Gestae, libri XXXI

Libanio, Orazione funebre di Giuliano

Zosimo, Storia Nova

### Fonti secondarie
John Drinkwater, The Alamanni and Roma, Oxford University, 2007

Arnold Hugh Martin Jones, The Late Roman Empire, 1964

Andrea Frediani, I condottieri di Roma antica, 2011